# Белле, Эрика
Эрика Белле (нидерл. Erika Belle; род. 20 января 1966) — нидерландская шахматистка, международный мастер среди женщин (1982).
Трёхкратная чемпионка Нидерландов (1975, 1989 и 1981).
В составе сборной Нидерландов участница 6 олимпиад (1974—1984). На олимпиаде 1982 года, играя на 3-й доске, выиграла бронзовую медаль в индивидуальном зачёте.

## Изменения рейтинга
| Графики недоступны из-за технических проблем. См. информацию на Фабрикаторе и на mediawiki.org. |